# Asociación Paralímpica de Vietnam
La Asociación Paralímpica de Vietnam es el comité paralímpico nacional que representa a Vietnam. Esta organización es la responsable de las actividades deportivas paralímpicas en el país. Es miembro del Comité Paralímpico Internacional y del Comité Paralímpico Asiático.